# Полисорбат 80
Полисорбат 80 — неионогенное синтетическое поверхностно-активное вещество. Часто используется в косметике и в пищевых продуктах (в качестве эмульгатора). Является пищевой добавкой E433.
Торговые названия: Alkest TW 80, Scattics, Canarcel, Montanox 80, Poegasorb 80, Tween 80.

## Описание
Полисорбат 80, химическое название полиоксиэтилен(20)-сорбитанмоноолеат, является производным полиэтоксилированного сорбитана и олеиновой кислоты. Гидрофильные группы этого соединения представляют собой простые полиэфиры, также известные как полиоксиэтиленовые группы (полимеры этиленоксида).
В номенклатуре полисорбатов числовое обозначение относится к липофильной группе, у полисобата 80 это олеиновая кислота.

## Физические свойства
Полисорбат 80 — вязкая жидкость жёлтого цвета. Он хорошо растворяется в воде (смешивается с водой).
Полисорбат 80 растворяет растительные и эфирные масла в водной среде без добавления спирта, благодаря чему используется в составе косметических средств.
Критическая концентрация мицеллообразования в чистой воде для полисорбата 80 равна 0,012 мМ.

## Применение
В пищевой промышленности полисорбат 80 используется в качестве эмульгатора и стабилизатора, также может использоваться для стабилизации пены (как пенообразователем, так и пеногасителем) и диспергирующим агентом.

При этом используются свойства полисорбата 80 удерживать воду в продукте, сохранять консистенцию и вязкость готовых продуктов.
В косметике полисорбат 80 применяется как ПАВ, а также как солюбилизатор.
В медицине (фармакологии) полисорбат 80 применяется в качестве стабилизатора водных растворов лекарственных препаратов. Также он используется в некоторых лекарственных формах в качестве эмульгатора. Полисорбат 80 содержится во многих вакцинах.
В лабораторной практике полисорбат 80 применяется в качестве теста для определения фенотипа штамма микобактерий.